# Saúd Abdulhamíd
Saúd Abduláh Sálim Abdulhamíd (arabsky: سعود عبد الله سالم عبد الحميد) (* 18. července 1999) je saúdskoarabský profesionální fotbalista, který hraje na pozici pravého obránce za italský klub AS Řím a saúdskoarabský národní tým.

## Klubová kariéra

### Kariéra v Saúdské Arábii
Abdulhamíd zahájil svou kariéru v Al Ittihadu, než v roce 2022 přestoupil do Al Hilalu, kde dosáhl šesti domácích trofejí.

### AS Řím
Dne 27. srpna 2024 přestoupil Abdulhamíd do klubu Serie A AS Řím za 2,5 milionu eur. O měsíc později, 26. září, debutoval při remíze 1:1 proti Athleticu Bilbao v Evropské lize UEFA a stal se prvním saúdskoarabským hráčem, který se představil v evropských soutěžích. 24. listopadu debutoval v Serii A jako náhradník při venkovní porážce 0:1 s Neapolí.

## Reprezentační kariéra
Abdulhamíd debutoval za národní tým Saúdské Arábie v roce 2019 při remíze 1:1 s Mali. Svou zemi reprezentoval na letních olympijských hrách 2020, Mistrovství světa ve fotbale 2022 a Mistrovství Asie ve fotbale 2023.

## Statistiky

### Klubové
Platí k zápasu hranému 7. prosince 2024.
| Klub              | Sezóna            | Liga                      | Liga   | Liga | Národní pohár | Národní pohár | Kontinentální | Kontinentální | Ostatní | Ostatní | Celkově | Celkově |
| Klub              | Sezóna            | Soutěž                    | Zápasy | Góly | Zápasy        | Góly          | Zápasy        | Góly          | Zápasy  | Góly    | Zápasy  | Góly    |
| ----------------- | ----------------- | ------------------------- | ------ | ---- | ------------- | ------------- | ------------- | ------------- | ------- | ------- | ------- | ------- |
| Al Ittihad        | 2018/19           | Saudi Professional League | 15     | 0    | 5             | 0             | 2             | 0             | 0       | 0       | 22      | 0       |
| Al Ittihad        | 2019/20           | Saudi Professional League | 24     | 1    | 1             | 0             | 4             | 0             | 4       | 0       | 33      | 1       |
| Al Ittihad        | 2020/21           | Saudi Professional League | 28     | 1    | 2             | 0             | —             | —             | 2       | 0       | 32      | 1       |
| Al Ittihad        | 2021/22           | Saudi Professional League | 8      | 0    | 0             | 0             | —             | —             | 1       | 0       | 9       | 0       |
| Al Ittihad        | Celkově           | Celkově                   | 75     | 2    | 8             | 0             | 6             | 0             | 7       | 0       | 96      | 2       |
| Al Hilal          | 2021/22           | Saudi Professional League | 13     | 0    | 3             | 0             | 5             | 0             | 2       | 0       | 23      | 0       |
| Al Hilal          | 2022/23           | Saudi Professional League | 27     | 1    | 3             | 0             | 5             | 0             | 4       | 0       | 39      | 1       |
| Al Hilal          | 2023/24           | Saudi Professional League | 32     | 3    | 5             | 1             | 12            | 0             | 8       | 0       | 57      | 4       |
| Al Hilal          | 2024/25           | Saudi Professional League | 0      | 0    | —             | —             | —             | —             | 2       | 0       | 2       | 0       |
| Al Hilal          | Celkově           | Celkově                   | 72     | 4    | 11            | 1             | 22            | 0             | 16      | 0       | 121     | 5       |
| AS Řím            | 2024/25           | Serie A                   | 2      | 0    | 0             | 0             | 2             | 0             | —       | —       | 4       | 0       |
| Celkově v kariéře | Celkově v kariéře | Celkově v kariéře         | 149    | 6    | 19            | 1             | 30            | 0             | 23      | 0       | 221     | 7       |

### Reprezentační
Platí k zápasu hranému 19. listopadu 2024.
| Národní tým    | Rok     | Zápasy | Góly |
| -------------- | ------- | ------ | ---- |
| Saúdská Arábie | 2019    | 4      | 0    |
| Saúdská Arábie | 2021    | 8      | 0    |
| Saúdská Arábie | 2022    | 14     | 1    |
| Saúdská Arábie | 2023    | 5      | 0    |
| Saúdská Arábie | 2024    | 10     | 0    |
| Celkově        | Celkově | 41     | 1    |

#### Reprezentační góly
Skóre a výsledky Saúdské Arábie jsou vždy zapsány jako první. Góly Saúda Abdulhamída jsou zvýrazněny.
| Gól | Datum             | Místo                                                         | Soupeř | Skóre | Výsledek | Soutěž          |
| --- | ----------------- | ------------------------------------------------------------- | ------ | ----- | -------- | --------------- |
| 1.  | 6. listopadu 2022 | Mohammed Bin Zayed Stadium, Abú Zabí, Spojené arabské emiráty | Island | 1:0   | 1:0      | Přátelský zápas |

## Úspěchy
Al Hilal
- Saudi Professional League: 2021/22, 2023/24
- King's Cup: 2022/23, 2023/24
- Saudi Super Cup: 2023, 2024

Saúdská Arábie U20
- Mistrovství Asie ve fotbale hráčů do 20 let: 2018

Saúdská Arábie U23
- Mistrovství Asie ve fotbale hráčů do 23 let: 2022

Individuální
- Mladý hráč měsíce Saudi Professional League: říjen 2020, prosinec 2020